# 워터 브리지

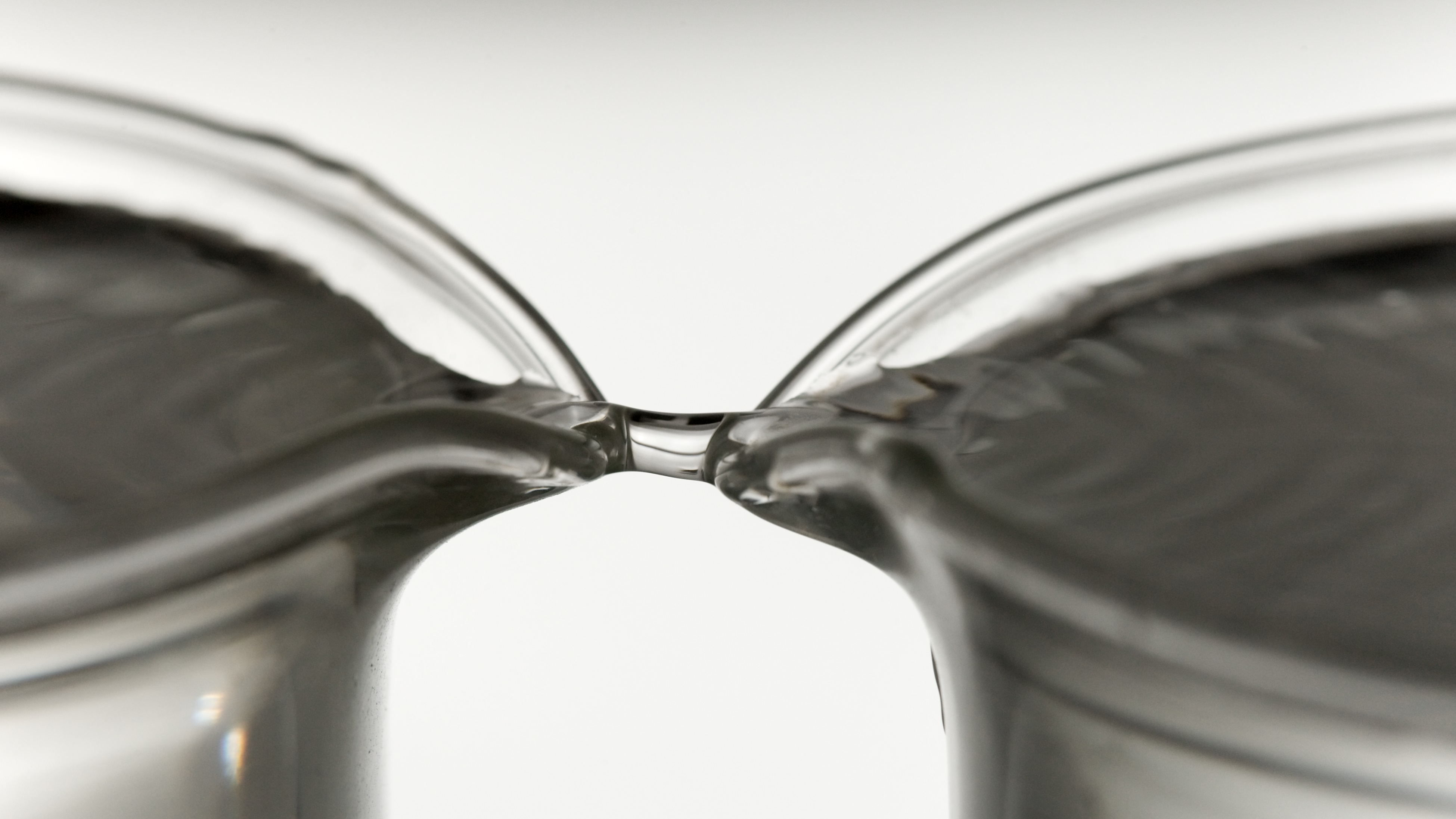
워터 브리지 실험으로 나타난 워터 브리지.

워터 브리지 현상(Water Bridge)이란, 탈이온수가 담긴 두 비커에 고전압(10kV 이상)을 걸어주게 되면 두 비커의 물이 마치 다리처럼 이어지는 현상을 의미한다.
아직 이 현상을 구체적으로 부르는 명칭은 없으나 보통 Floating water bridge라고 부르거나 혹은 간단하게 Water Bridge로 불린다. 이 워터 브리지 현상처럼 유체와 전기장 사이의 현상을 다루는 학문을 전기유체역학(Electrohydrodynamics)이라고 분류하며, 이에 가장 유명한 현상은 타일러 원뿔(Taylor cone) 현상이 있다.

## 역사
이 현상은 1893년도에 영국의 과학자 Lord Armstrong에 의해 세상에 공식적으로 알려졌으나,이에 대한 분석과 원인은 120여년이 지난 최근에 와서 실험적으로 검증되었다. 많은 과학자들이 이 현상을 전기적 현상으로만 설명하려 했기 때문이다. 하지만 이론적인 부분은 아직도 일부 미해결 상태로 남아있다.

## 이론
현재까지 검증된 워터 브리지의 형성 원인은 크게 두 가지이다. 첫 번째는 유전체 매체(Dielectric dielectric medium)인 물에 전기장이 가해져, 물 분자들 간의 인력(tension)이 세져서 생긴 영향이고, 다른 하나는 bridge의 표면장력에 의해 생긴 수직한 방향의 힘 영향이다.

### 유전체 장력

#### 변위장
먼저, 물질에 전기장이 걸리게 되면, 이 물질의 분자들은 왼쪽의 모식도와 같이 편극을 일으키게 된다. 원자핵과 전자 구름이 전기장에 의해 쿨롱 힘을 받아 미세하게 분리되기 때문이다. 이 분극된 분자들은 회전하여 일정한 방향으로 정렬하게 되는데, 이 때, 걸어준 전기장에 비례해서 분극이 일어나는 물질을 선형유전체(Linear dielectric)라고 한다.
분극의 영향 때문에 유전체 안에서 전기장은 처음 걸어준 전기장의 크기보다 작아지게 된다. 이러한 영향을 고려해 준 것이 바로 유전율(permittivity)ε이고, 이때 분극된 분자들이, 걸어준 장의 영향을 감소시키는 스크리닝 효과(screening effect)를 고려해주어,유전 매체 안에서의 장을 변위장 D = εE라고 새롭게 정의하게 된다(linear dielectric medium 일 경우).

#### 유전체 장력
분자들이 전기장의 영향을 받아 분극되면, 이 분자들은 양극과 음극이 있는 쌍극자(dipole)로 생각할 수 있다. 이 때, 이 쌍극자들은 왼쪽 그림과 같이 가해준 장과 같은 방향으로 일정하게 정렬하게 된다. 그렇게 되면, 자연스럽게 이 분극된 분자들, 즉 dipole 사이에 인력이 작용하게 되어 기존의 수소결합보다 더 큰 분자 간의 인력을 갖게 된다. 이 힘이 바로 워터 브리지가 만들어지는 주된 역할을 하게 되는 것이다. 분자들 사이에 인력, 즉 유전체 장력을 구하기 위해, 먼저 전하 밀도를 구해보자.
{\displaystyle \mathbf {J} =\sigma \mathbf {E} }
[8] 식에 의해, 도선 내부의 전기장은 전류와 그 크기와 방향이 비례하고, 브리지를 크게 휘어지지 않은 원통형라고 가정하면에 근거.
{\displaystyle \rho _{b}=-\nabla \cdot \mathbf {P} }
{\displaystyle \mathbf {P} =\epsilon _{0}\chi _{e}\mathbf {E} }

[9],[10] 식에 의해 브리지 내부에서 전하 밀도 용적은 0이 된다. 나아가, 전하 밀도 σ에 대해 알아보기 위해, 오른쪽 그림과 같은 유전율이 다른 두 경계면에 변위장 {\displaystyle \mathbf {D_{1}} ,\mathbf {D_{2}} }가 생겼다고 하자. 여기에 경계 조건을 적용하면,
{\displaystyle (\mathbf {D} _{2}-\mathbf {D} _{1})\cdot \mathbf {A} =\sigma \mathbf {A} }
{\displaystyle \sigma =\epsilon E_{2n}-\epsilon _{0}E_{1n}}
가 된다({\displaystyle \epsilon }는 물의 유전율, {\displaystyle \epsilon _{0}}는 진공의 유전율). 이제 워터 브리지의 장력을 구하기 위해, 브리지의 양 끝의 단면 잘라 왼쪽 그림과 같이 모식도화 시키자.
이는 전류가 흐르는 하나의 저항이라고 생각할 수 있으므로, [8]식에 의해, 내부에서 단면적과 전기장은 수직하다. 또한, 단면을 자른 것이기 때문에
{\displaystyle \mathbf {E} _{2}=\mathbf {E} _{1}=\mathbf {E} } 가 된다.에 근거 따라서,
{\displaystyle \sigma =\epsilon E_{2n}-\epsilon _{0}E_{1n}=(\epsilon -\epsilon _{0})E}
을 만족하게 된다. 나아가, 이 양 끝의 표면 전하는 브리지에 걸려있는 전기장에 의해, 양극은 장과 같은 방향으로, 음극은 장과 반대 방향으로 쿨롱힘을 받게 된다. 즉, 그림과 같이 양옆으로 잡아 당겨지는 힘 장력을 받게 되는 것이다. 이 힘이 바로 이 워터 브리지 모형에서 장에 의해 생기는 유전 매체 장력을 의미한다. 축 늘어져 있는 줄에서 분자들이 서로 잡아당기는 힘은, 최종적으로 줄의 양 끝에서 잡아당기는 힘과 동일하기 때문이다.
유전체 장력의 크기를 {\displaystyle T_{DT}}라 하고, 브리지의 단면적을 {\displaystyle A}라고 하면,
{\displaystyle T_{DT}=QE=\sigma AE=(\epsilon -\epsilon _{0})AE^{2}}
가 된다. 임의의 지점에서 물의 무게와 장력의 비율을 구하기 위해서는, {\displaystyle T_{DT}}의 수직한 성분 {\displaystyle T_{DTvertical}}을 알아야 한다. 이에 곡률 개념을 도입하면,
{\displaystyle T_{DTvertical}=T_{DT}sin\theta =T_{DT}{\frac {x}{R}}=T_{DT}x\xi }
가 된다. 이 힘이 임의의 지점까지의 물의 무게를 지탱해야 하므로, 워터 브리지의 곡률이 작다고 가정하면(거의 곧다고 가정)에 근거, 물의 무게는
{\displaystyle mg=\rho xAg}
가 된다. 현재까지는, 유전체 장력이 물의 무게에 얼만큼의 비율을 차지하는지 모르므로, 물의 무게와 장에 의한 수직한 힘 간의 비율을 {\displaystyle f_{DT}}라 하면,
{\displaystyle f_{DT}={\frac {T_{DTvertical}}{mg}}={\frac {(\epsilon -\epsilon _{0})AE^{2}x\xi }{\rho xAg}}={\frac {(\epsilon -\epsilon _{0})\xi E^{2}}{\rho g}}}
의 식을 얻어 낼 수 있다.

### 표면장력

#### 유전체 장력 이론의 한계점
워터 브리지 현상은 기본적으로 전자기적 현상으로 간주되었기 때문에, 지금까지 이러한 측면에서 찾으려는 시도만이 주류를 이루었다. 하지만 더 많은 변인을 통한 과학 실험으로, 유전체 장력 이론으로는 설명되지 않는 현상을 발견하게 되었다. 그것은 바로 "워터 브리지가 얼마나 길어질 수 있는가"에 관한 문제였다. 기존의 유전체 장력 이론에 의하면, 브리지에 걸리는 장력은 {\displaystyle E^{2}}와 단면적 A에 대해 비례관계를 갖는다. 이는 워터 브리지에 걸어주는 E와 A를 통제하면, 브리지의 길이를 충분히 늘려줄 수 있음을 의미한다. 실제로 이 이론을 통하면, 워터 브리지는 약 3.5cm ~ 4.5cm까지 늘려주는 것이 가능하다. 하지만, 실제 실험에서는 아무리 전압을 늘려도 브리지 길이는 2.5cm 이상을 넘어 갈 수 없다는 결과가 나온다. 유전체 장력의 영향만 고려하여 발생한 한계점인 것이다.

#### 표면장력
이러한 현상을 설명하기 위해 Artem A. Aerov는 표면장력도 역시 워터 브리지를 형성하는데 영향을 준다는 가설을 세웠다. 이 이론에 따르면, 장력은
{\displaystyle T_{ST}={\frac {1}{2}}\gamma l}
을 값을 가진다. 이는 모두 브리지의 기하학적 구조에서 나온 값으로써, l은
{\displaystyle l=2\pi r=\pi D}
의 값을 갖고, 브리지의 횡단면 파라미터라 불린다.{\displaystyle \gamma }는 표면 장력 계수[Newton/Meter]라 불리며, 대략
{\displaystyle \gamma \approx {\frac {\rho LAg}{l}}cot\theta }
의 크기를 가진다. 이 {\displaystyle \gamma } 인자는 보이는 바와 같이 Aerov의 추측에 의해 나타내어진 값으로서, 실험적으로만 검증되었고, 이론적으로는 아직까지 남아있는 미해결과제 중의 하나이다.
표면장력으로 설명하는 Aerov의 이론에서도, 전기장은 반드시 걸어주어야 한다. 그 이유는 표면장력이 브리지에 수직으로 작용하여 중력을 상쇄하는 역할({\displaystyle \gamma l})도 하지만, 스스로 물방울이 되려는 성질({\displaystyle -{\frac {1}{2}}\gamma l})도 갖고 있는데, (위의 {\displaystyle T_{ST}}는 이 두 가지 영향을 모두 고려한 값이다) 전기장을 걸어주면 표면에 있는 분자들의 극성 때문에 물방울이 되려는 성질을 완화시키고 표면장력의 영향을 더 보강해 줄 수 있기 때문이다. 실험에 의하면 수평방향의 전기장의 크기는 {\displaystyle {\sqrt {\gamma }}}와 양의 상관관계를 갖는 것으로 나타났다. 나아가, 표면장력 역시 물의 무게에 작용하는 비율을 알아보기 위해, 그 값을 {\displaystyle f_{ST}}라고 하면,
{\displaystyle f_{ST}={\frac {T_{STvertical}}{mg}}={\frac {2\gamma \xi }{\rho gD}}}
의 비율을 가지게 된다. 이제, 위에서 구한 {\displaystyle f_{DT},f_{ST}}이 실험적으로 어떠한 값을 갖는지 알아볼 것이다.

## 실험
이제, 위의 이론들을 실험적으로 점검하기 위해 다음과 같은 설계를 준비한다. 먼저 비커 2개에 불순물이 없는 증류수를 채운다. 이 때, 안정성을 위해, 실험에 쓰일 고전압 장치와 왼쪽 그림에는 표현되지 않은 전자식 안정기({\displaystyle 50M\Omega })과 전류를 측정하기 위한 저항({\displaystyle 100\Omega })을 직렬로 연결해 준다. 한편, 실험하는 동안 가장 큰 영향을 주는 조건은 물의 저항이다. 탈이온수이기 때문에, 물에 조금의 이산화탄소가 더 녹아들어가도 저항의 변동은 매우 크다. 측정에 따르면, 물은 {\displaystyle 25^{o}C}에서 {\displaystyle 1.8M\Omega }의 값을 갖고, {\displaystyle 45^{o}C}에서 {\displaystyle 1M\Omega }을 갖는다. 이는 온도에 의한 저항의 증가율보다 {\displaystyle CO_{2}}가 녹아들어감에 따라 증가하는 전기전도도가 더 크다는 사실을 말해준다. 이에, 측정시간이 길어짐에 따라, 물의 온도와 주변 이산화탄소 농도가 변하지 않도록 주의 깊게 체크해야한다.
워터 브리지의 기하학적 구조를 측정하기 위해, 카메라를 위쪽과 정면으로 설치하여 브리지의 길이, 정면에서 본 반지름, 위에서 본 반지름, 곡률을 측정할 수 있게한다. 시간에 따라 전압을 높여 주면서 워터 브리지의 지름, 곡률, 브리지에 걸리는 전압의 세기를 시간에 따라 기록한다(평균 반지름은 정면에서 본 반지름과 위에서 본 반지름의 기하평균을 한다) 마지막으로, 임의의 지점의 장력의 크기를 구하기 위해서는 퍼텐셜 에너지의 크기를 알아야 하는데, 이는 라플라스 방정식과 경계 조건을 콤솔 멀티피직스 소프트웨어에 대입하여 컴퓨터를 이용하여 구한다. 오른쪽의 그래프는, 이를 이용하여 구한 퍼텐셜의 그래프이다.

## 결과와 분석
오른쪽의 그래프는 위에서 설계된 실험을 통해, 시간에 따라 도선의 전체 전압({\displaystyle V_{HV}})을 변화시키며 측정한 값들이다. 차례로 시간과 지름({\displaystyle m}), 전류 세기({\displaystyle mA}), 워터 브리지 전압({\displaystyle V_{e}})의 관계를 나타낸 그래프이다. 그래프를 살펴보면, 전지의 전압({\displaystyle V_{HV}})이 커질 때, 전류 세기와 지름은 똑같이 비례적으로 증가하지만 워터 브리지에 걸리는 전압({\displaystyle V_{e}})은 일정하다는 사실을 알 수 있다. 워터 브리지에 걸리는 전압 {\displaystyle V_{e}}는
{\displaystyle V_{e}=IR_{WB}={\frac {Il}{gA}}={\frac {4Il}{\pi gD^{2}}}}
의 식(g는 전도율, l은 브리지의 길이, D는 워터 브리지의 지름)을 만족한다. 이는 전류 세기와 지름에 대해, I가 증가하는 비율과 {\displaystyle D^{2}}이 증가하는 비율이 동일하다는 것을 의미한다. 두 값이 선형으로 증가하여야 워터 브리지에 걸리는 전압({\displaystyle V_{e}})가 일정하기 때문이다. 하지만, 이 지름이 증가하는 정확한 이유와, 정량적으로 전압와 {\displaystyle D^{2}}이 증가하는 비율이 같다는 사실 역시 아직 미해결상태로 남아있다.
또한, 이 결과는 도선 전체의 전압을 아무리 늘려줘도 워터 브리지에 걸려 있는 전기장의 크기를 늘려줄 수 없음을 의미한다. 전류의 세기와 {\displaystyle D^{2}}가 비례한다면,
{\displaystyle \mathbf {E} ={\frac {1}{g}}\mathbf {J} ={\frac {\mathbf {I} }{gA}}={\frac {4\mathbf {I} }{\pi gD^{2}}}}
식에 의해, {\displaystyle \mathbf {E} }는 변하지 않기 때문이다.

나아가, 왼쪽 그래프는 실험을 통해 측정한 값들(지름, 전류 밀도, 전기장, 곡률)을 유전체 장력과 물의 무게 비율
{\displaystyle f_{DT}={\frac {(\epsilon -\epsilon _{0})\xi E^{2}}{\rho g}}}
와, 표면장력과 물의 무게 비율
{\displaystyle f_{ST}={\frac {2\gamma \xi }{\rho gD}}}
에 대입하여 나타낸 그래프이다. 그래프에서 x축 좌표는 지름, y축 좌표는 물의 무게와의 비율을 의미한다. 이 그래프로부터 두 가지 중요한 사실을 알 수 있다.
첫째, 유전체 장력과 표면 장력의 합이 브리지의 무게(그래프에서 y축 좌표 1)와 같다는 것과, 이 때 두 힘이 브리지의 무게를 지탱하는데 차지하는 비율이 각각 반에 가까워 어느 한쪽도 무시할 수 없다는 것이다.
둘째, 지름이 두꺼워질수록 유전체 장력의 영향이 커지고, 지름이 얇아질수록 표면장력의 영향이 커지는 것을 그래프에서 확인할 수 있다. 브리지 사이의 간격을 고정시킨뒤, 전압을 크게 해주면 일시적으로 장의 크기가 증가한다. 이는 분자 간의 극성을 크게하여 인력을 증가시키므로, 이에 유전체 장력에 의한 영향이 커짐을 알 수 있다. 또한, 전압 세지면 전류가 증가하기 때문에 이온들의 가속도 또한 증가하게 된다. 따라서 x축의 오른쪽으로 갈 수록 그래프의 변동이 심해지게 되고, 이 영향은 평균적으로 정지 상태라고 가정한 결과 값에 약 8%의 오차를 가진다.
결론적으로, 유전체 장력과 표면장력은 워터 브리지 무게의 약 50% 씩을 차지하여, 두 힘 모두 고려해야 한다는 사실이 실험을 통해서 확인되었다. 그러나 아직 {\displaystyle \gamma } 인자, {\displaystyle {\sqrt {I}}}와 길이의 비례적 증가에 대한 정량적인 분석 등이 미 해결상태로 남아있는 상황이다.